# Otto Reinsdorf
Otto Reinsdorf   (Köselitz, 28 de maig de 1848 - Berlín, 15 d'abril de 1890) fou un compositor i crític musical alemany.
Estudià a Berlín amb els professors Kullak i Wüerst, i al mateix temps que donava conèixer les seves primeres composicions musicals, començà a col·laborar en diverses revistes i després fundà diaris que assoliren una vida efímera. Més tard publicà una sèrie de composicions musicals, principalment lieder i peces per a piano.